# Miles Chamley-Watson
Miles Chamley-Watson (Londres, 3 de dezembro de 1989) é um esgrimista estadunidense de origem britânica. Ele é medalhista de ouro no Campeonato Mundial de Esgrima de 2013, e disputou os Jogos Olímpicos de 2012 e disputou os Jogos Olímpicos de 2016.

## Carreira

### Rio 2016
Na competição por equipes conquistou a medalha de bronze ao lado de Race Imboden, Alexander Massialas e Gerek Meinhardt.